# Junta governativa goianense de 1889

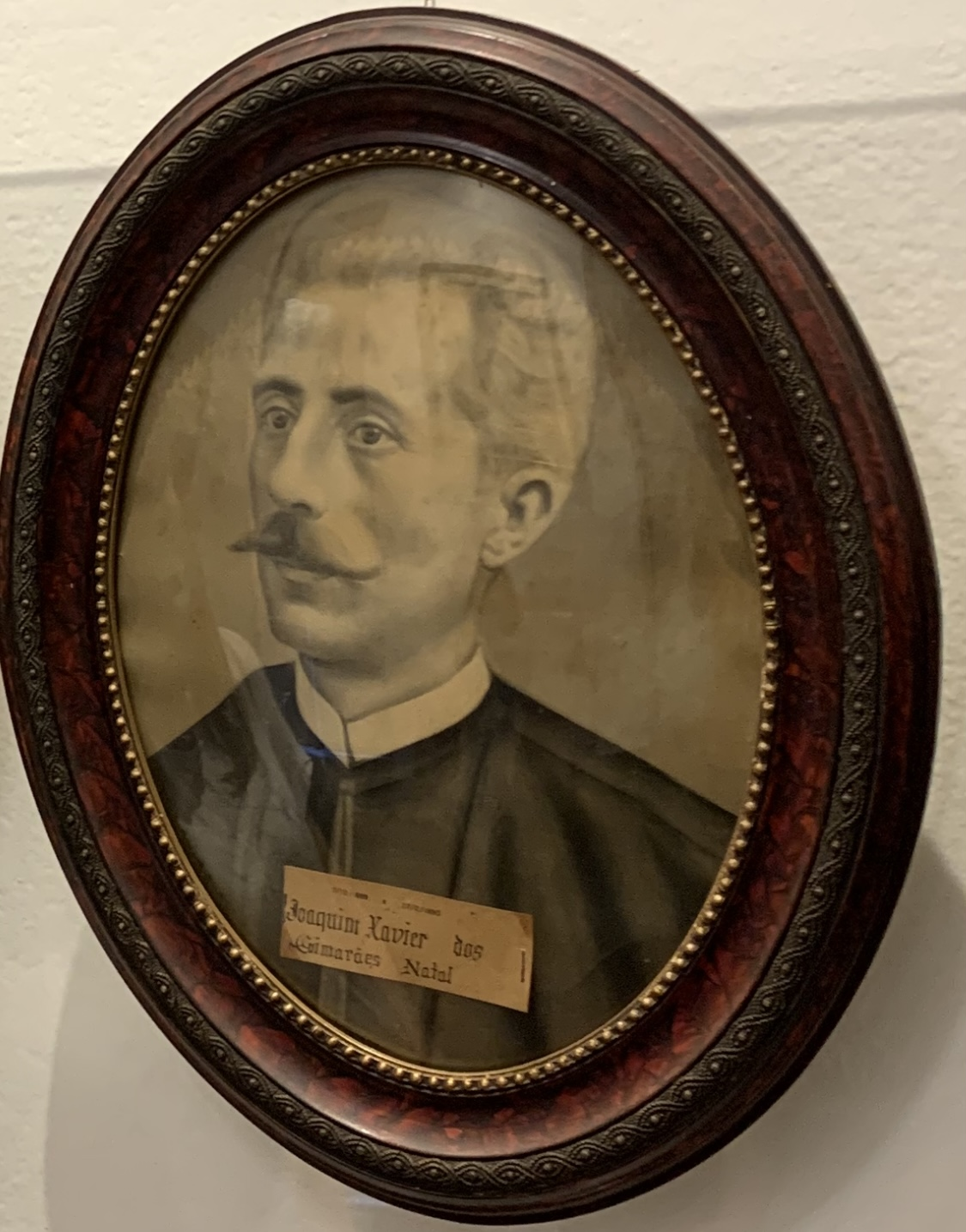
Então desembargador do Tribunal de Justiça de Goiás, Joaquim Xavier Guimarães Natal, que exerceria a chefia do triunvirato de 1889.

A Junta governativa goianense de 1889 foi um triunvirato, formado por
- Joaquim Xavier Guimarães Natal, jurista e desembargador de Goiás
- José Joaquim de Sousa, político e então 3.º Vice-presidente da Província de Goiás
- Eugênio Augusto de Melo, militar e general do Exército Brasileiro.

A junta assumiu o governo do estado de Goiás em 7 de dezembro de 1889, permanecendo na função por pouco mais de dois meses. Seu mandato se concluiu em 24 de fevereiro de 1890, quando uma nomeação do presidente Deodoro da Fonseca tornou  Rodolfo Gustavo da Paixão governador do estado.